# Биљана Петровић
Биљана Петровић (рођена Бојовић, Краљево, 28. фебруар 1961) је југословенска и српска атлетичарка, специјалиста за скок увис. Најбоље резултате у каријери постигла је као чланица АСК-а Сплит..
Њен лични рекорд на отвореном износи 2.00 m и остварила га је 22. јуна 1990. године у месту Сен Дени у близини Париза. То је био и рекорд СФРЈ у скоку увис за жене. Лични рекорд у хали је 1,96 m а остварила га је 5. марта 1989. године на светском првенству у Будимпешти. На Голден Гала сусрету у Риму 1991. године је пала на допинг контроли. Биљана је била позитивна на амфетамин и због тога је суспендована на 2 године
Првенство Југославије у атлетици у дворани је освојила 1987. године резултатом 1,81 m
Првенство Југославије у атлетици на отвореном је освајала: 1983. — резултатом 1,78 m, 1986. — резултатом 1,87 m, 1987. — резултатом 1,91 m, 1989. — резултатом 1,88 m и 1990. — резултатом 1,97 m.
На Медитеранским играма је освајала сребро 1983. — резултатом 1,86 m. и 1987. — резултатом 1,84 m
Учествовала је на Летњим олимпијским играма 1988. у Сеулу где је освојила 22 место.
На Светском првенству у атлетици 1989. у дворани које се одржавало у Будимпешти освојила је 4 место.
На Европском првенству у атлетици на отвореном 1990. које се одржавало у Сплиту освојила је сребрну медаљу.
На Светском првенству у атлетици у дворани 1991. које се одржавало у Севиљи заузела је 20. место.
Године 1989. је добила награду Сплитског савеза шпортова за најбољег спортисту у Сплиту. Спортске новости су је 1990. године прогласиле за најбољу спортисткињу.
Због освајања сребрне медаље на Европском првенству 1990. Биљана Петровић је носилац Националног спортског признања Републике Србије које у 2011. години износи 65.967 динара.
Тренутно живи и ради у Перту, Аустралија.

## Занимљивости
Личне рекорде 2,00 м (отворено) и 1,96 (дворана) Биљана Петровић је постигла је као репрезентативка СФРЈ, и чланица АСК из Сплита. Интересантно је да су ти њени разултати после распада земље приписани рекордима Хрватске које је после 15 година оборила Бланка Влашић. Као чланица АСК-а освојила је сребрну медаљу на Европско првенству 1990. у Сплиту. Чудно је да јој Министарство за омладину и спорт Србије додељује признање које се месечно исказује са 65.000 динара због сребрне медаље на ЕП у Сплиту, а њени резултат са тог такмичења се не рачуна као атлетски рекорд Србије. Атлетски рекорд Србије и данас, према Атлетском савезу Србије, држи Амра Темим са 1,94 м.